# Quartier Martinet (Tarbes)
Martinet est un quartier de la ville de Tarbes, dans le département français des Hautes-Pyrénées, situé à l’est de la ville.

## Géographie
Le quartier est situé à l'est de la ville, entre Aureilhan à l'est et les quartiers de l'Arsenal au nord, du centre-ville à l'ouest et de Mouysset au sud.
Il est coupé en deux du nord au sud par le fleuve de l'Adour.

## Morphologie urbaine
Le secteur comprend des tours et des barres HLM, en majorité construites au milieu des années 1960. La partie est du quartier est en revanche essentiellement construite par des pavillons et des maisons traditionnelles.
Le quartier contient les secteurs : Martinet, American Park,  Saint-Jean.

## Évolution démographique
| 2012  | 2015  | 2019  |
| ----- | ----- | ----- |
| 2 807 | 2 624 | 2 616 |

## Noms de certaines rues du quartier
- Boulevard du Martinet.

## Parcs et places
- Place des Droits de l'homme

## Lieux de culte
- Église protestante évangélique, rue Jean-Larcher[2].

## Infrastructures

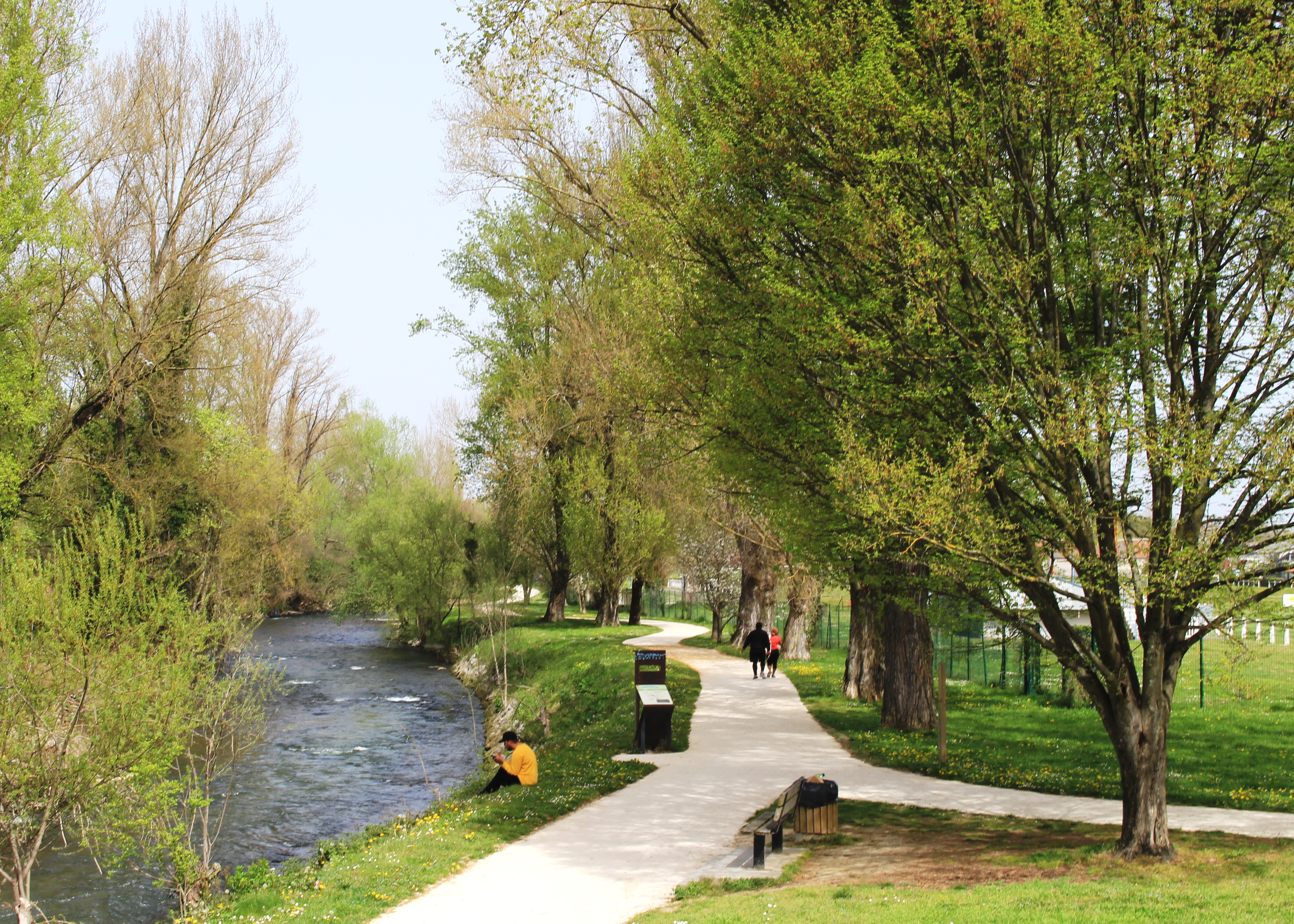
La Voie verte du CaminAdour.

### Édifices publics
- Bourse du travail.
- Maison d'arrêt.

### Sportives

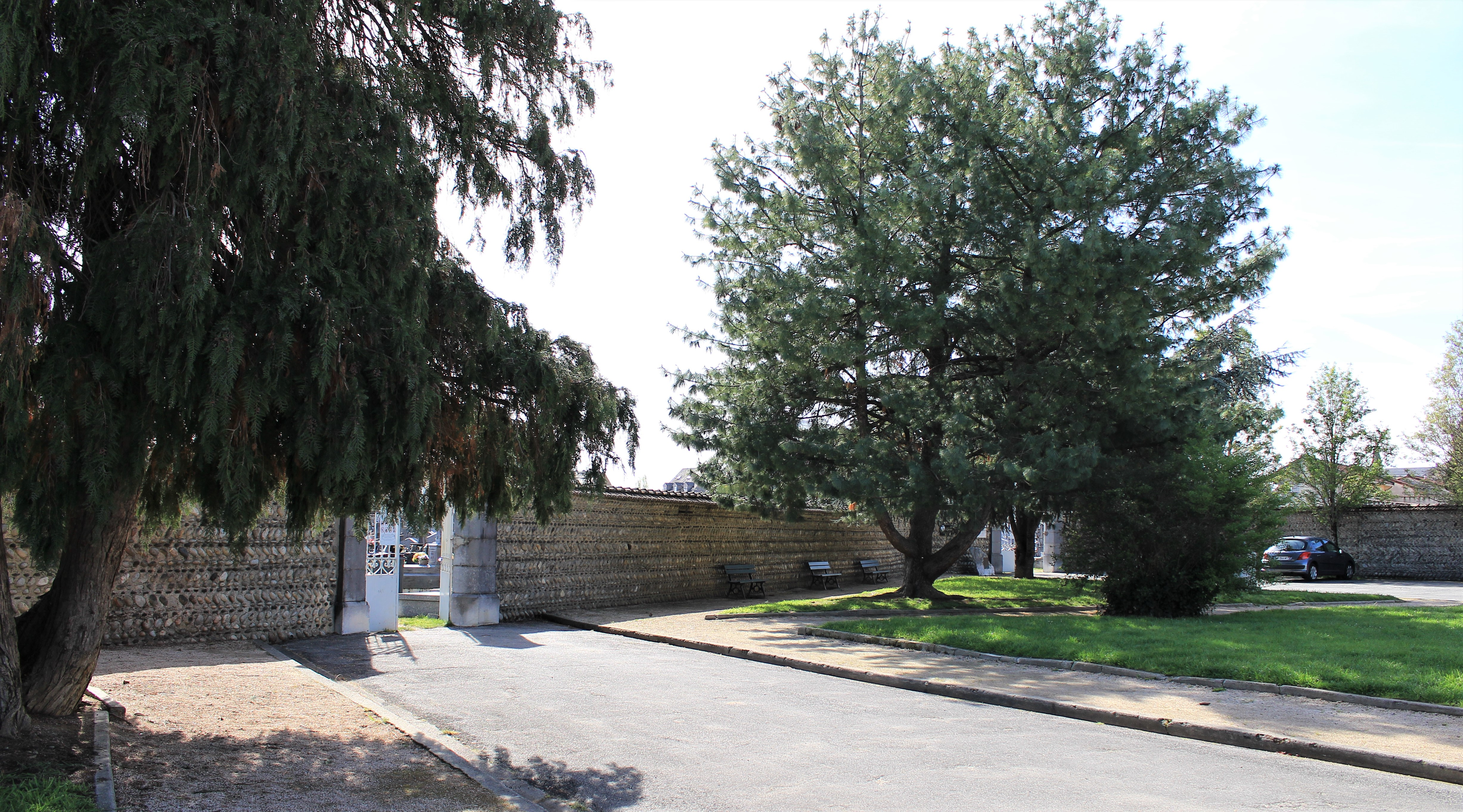
Entrée nord du cimetière Saint-Jean.

- Skate parc de la Bourse du travail.
- Canoë-kayak sur l'Adour.
- Parcours sportif des berges de l'Adour et voie verte du CaminAdour.

### Cimetière
- Cimetière Saint-Jean.

## Transports
C'est l'entreprise Keolis qui exploite les lignes urbaines de bus de Tarbes, depuis le 17 octobre 2020.